# Фосфагены

Из известных систем фосфагенов наиболее изученной является система креатинфосфат /креатинкиназа, присутствующая у хордовых животных и иглокожих. Изображенная реакция: АТФ + креатин находится в равновесии с АДФ + фосфокреатин.

Фосфагены — энергетические субстраты действуют как формы хранения и передачи высокого группового потенциала, также известны как высокоэнергетические (макроэрготические) фосфатсодержащие соединения, включая креатинфосфат (∆G '= −43,1 кДж / моль), который находится в основном в скелетных мышцах. позвоночных, но также в сердце, сперме и головном мозге и фосфат аргинина (∆G ′ = — кДж / моль), который содержится в мышцах беспозвоночных. В условиях, когда АТФ быстро используется в качестве источника энергии для сокращения мышц, фосфагены позволяют поддерживать его концентрацию, при высоком соотношении АТФ / АДФ концентрация фосфагенов может увеличиваться, действуя как накопитель энергии.
Они позволяют поддерживать пул высокоэнергетических фосфатов в диапазоне концентраций, который, если весь макроэргический фосфат находится в составе аденозинтрифосфата (АТФ), может создать проблемы из-за реакций, потребляющих АТФ в этих тканях. потому что мышечной ткани может внезапно потребоваться много энергии; эти соединения могут поддерживать запас высокоэнергетических фосфатов, которые можно использовать по мере необходимости для получения энергии, которая не может быть доставлена немедленно путем гликолиза или окислительного фосфорилирования. Фосфагены дают немедленное, но ограниченное количество энергии.
Креатинфосфат и аргининфосфат также называют фосфогуанидами.
Фактическая биомолекула, используемая в качестве фосфагена, зависит от организма. Большинство животных используют аргинин как фосфаген; однако хордовые (позвоночные животные) используют креатин. Креатинфосфат или фосфокреатин вырабатывается из АТФ ферментом креатинкиназой в обратимой реакции:
- Креатин + АТФ ⇌ Креатинфосфат + АДФ (эта реакция зависит от Mg ++)

Однако кольчатые черви используют ряд уникальных фосфагенов; например, дождевые черви используют соединение N-фосфоломбрицин . Фосфагены были открыты Филипом Эглетоном и его женой Грейс Эглетон.